# 皱纹晃盖螺
皱纹晃盖螺（学名：Cheilea tortilis），舊屬中腹足目晃盖螺科晃盖螺属，今屬玉黍螺類支序頂蓋螺科晃盖螺属。

## 分佈
主要分布于台湾恆春。
常栖息在浅海珊瑚礁、岩石底。